# Perles des Alpes
 (mai 2019).
Si vous disposez d'ouvrages ou d'articles de référence ou si vous connaissez des sites web de qualité traitant du thème abordé ici, merci de compléter l'article en donnant les références utiles à sa vérifiabilité et en les liant à la section « Notes et références ».
Perles des Alpes (Alpine Pearls en anglais) est le nom d'un programme touristique mis en place dans les Alpes de mai 2003 à septembre 2006 et regroupant en 2016 23 communes touristiques de cinq pays alpins. L'objectif de cette association touristique est la promotion de la mobilité douce, en offrant aux clients la possibilité d'arriver et de repartir sans voiture, d'utiliser facilement les transports en commun sur place, et de profiter d'une gamme variée d'offres de loisir respectueuses de l'environnement. Les membres de cette association répondent à des critères de qualité exigeants, comme des centres à circulation réduite, des services de transport, des offres de loisir écologiques, la garantie de mobilité sans voiture et un standard écologique minimal. Des échanges d'expériences permettent aux différents membres (appelés Perles) des apports réciproques.

## La fondation d'Alpine Pearls
Le programme est le résultat de deux projets européens intrinsèquement liés, baptisés Alps Mobility et Alps Mobility II - Alpine Pearls. L'accent était mis sur la création d'offres touristiques innovantes et durables reliant les attractions touristiques aux avantages de la mobilité douce par le biais de moyens de transport écologiques. Les résultats sont exploités par l'organisation de tête Alpine Pearls et appliqués à la réalité.

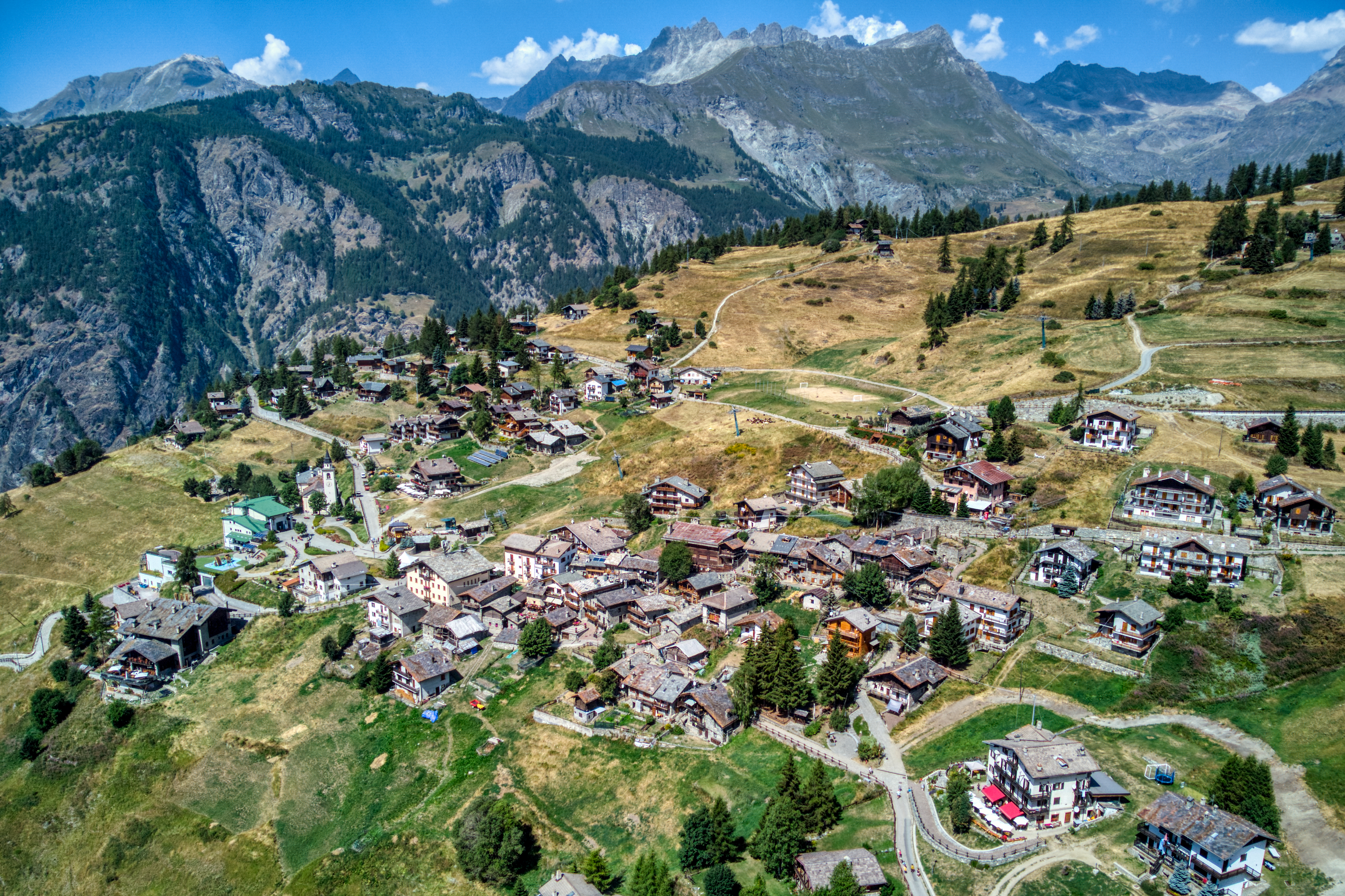
Chamois, Vallée d'Aoste

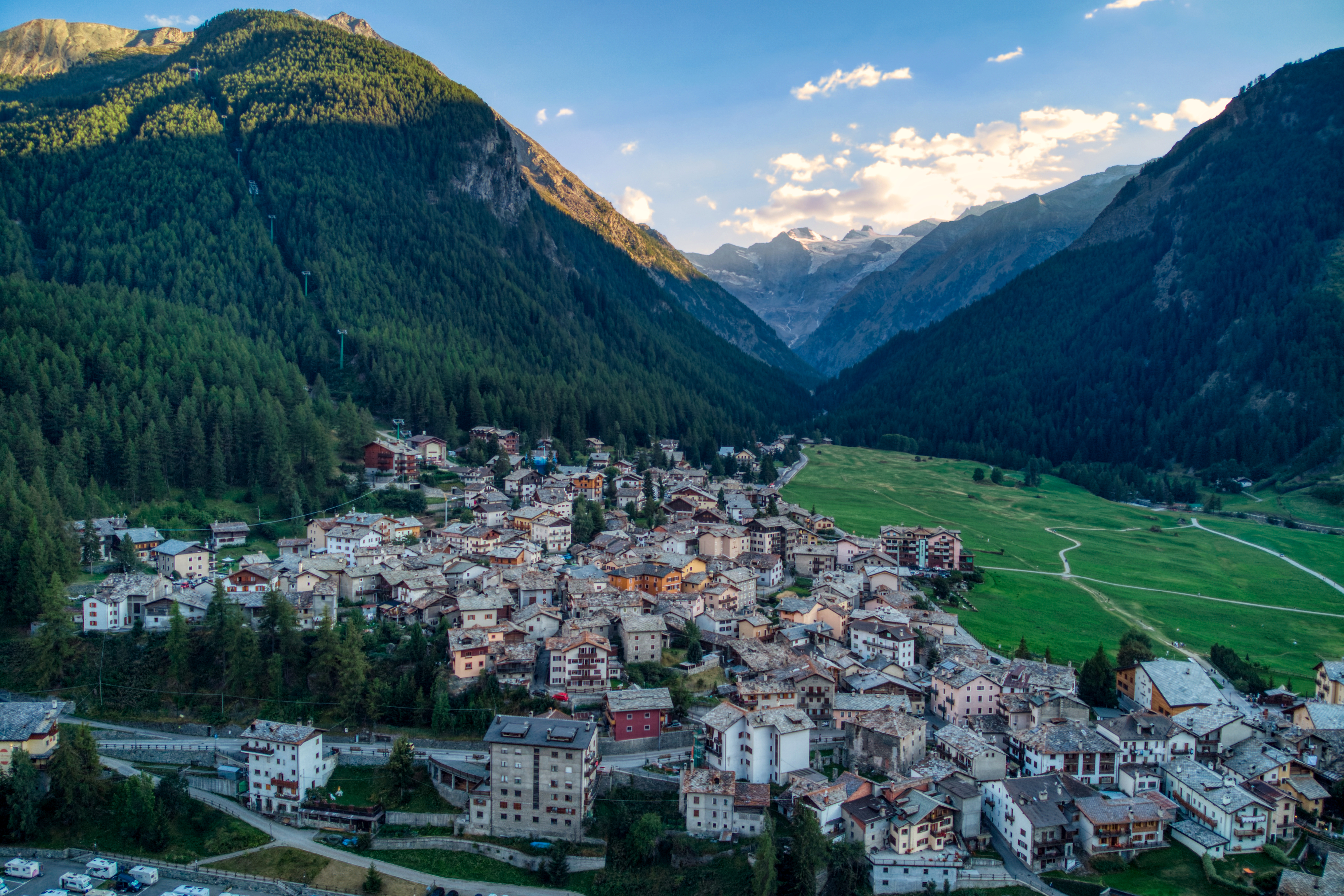
Cogne, Vallée d'Aoste

## Participants

### Allemagne
- Bad Reichenhall
- Berchtesgaden

### Autriche
- Hinterstoder
- Neukirchen am Großvenediger
- Weissensee
- Werfenweng
- Mallnitz

### Italie
- Ceresole Reale
- Chamois - La Magdeleine
- Cogne
- Forni di Sopra
- Funes
- Moena
- Moso in Passiria
- Racines
- Malles
- Limone Piemonte

### Slovénie
- Bled
- Bohinj

### Suisse
- Arosa
- Interlaken
- Disentis/Mustér
- Les Diablerets

## Critères de sélections
Les critères de sélection pour obtenir le titre de Perle des Alpes couvrent la mobilité interrégionale (les moyens pour se rendre sur place, les conseils aux touristes et le temps d'attente), la mobilité sur place (transports publics non polluants, location de vélos, présence d'une réserve naturelle dans la région) et la qualité de service (traitement des réservations sous 24 heures, zone piétonne en centre-ville, bureau d'informations).